# Mark Stevens
Mark Stevens, nato Richard William Stevens (Cleveland, 13 dicembre 1916 – Majores, 15 settembre 1994), è stato un attore, regista e produttore statunitense.

## Biografia
Nativo di Cleveland (Ohio), Mark Stevens inizialmente studiò pittura, prima di intraprendere la carriera teatrale. Successivamente lavorò alla radio come annunciatore ad Akron.
Trasferitosi a Hollywood all'inizio degli anni quaranta, venne messo sotto contratto dalla Warner Brothers, per cui girò il suo primo film, Destinazione Tokyo (1943), in un breve ruolo di supporto. Dapprima accreditato come Stephen Richards in film come Obiettivo Burma (1945) e C'è sempre un domani (1945), l'attore cambiò definitivamente il proprio nome in Mark Stevens, su suggerimento del produttore Darryl F. Zanuck, quando passò alla 20th Century Fox.
Nella seconda metà degli anni quaranta, Stevens si fece un certo nome in alcuni film noir di successo come Gli ammutinati di Sing Sing (1945) e Il grattacielo tragico (1946), quest'ultimo accanto a Lucille Ball. In Strada senza nome (1948) impersonò un agente inviato dall'F.B.I. per arrestare un gangster (interpretato da Richard Widmark). Nello stesso anno apparve nel dramma La fossa dei serpenti (1948), nel ruolo del marito di Olivia de Havilland, una donna mentalmente instabile, e si cimentò anche nel musical con E ora chi bacerà? (1947) e Dora bambola bionda! (1949).
Dall'inizio degli anni cinquanta Stevens iniziò a lavorare sempre più frequentemente per la televisione. Dal 1954 al 1956 interpretò il ruolo del giornalista Steve Wilson nella serie I segreti della metropoli, di cui girò ottanta episodi. Apparve in altre celebri serie come Carovane verso il West (1957), I racconti del West (1958) e Gli uomini della prateria (1962). Dalla metà del decennio ampliò la sua attività artistica, cimentandosi anche come produttore e regista, sia nelle predette serie I segreti della metropoli e Carovane verso il West, sia al cinema, con il western Il sentiero della vendetta (1958), di cui fu anche interprete principale.
Verso la metà degli anni sessanta l'attore si trasferì in Europa e girò diversi film in Spagna. Rientrato negli Stati Uniti, continuò ad apparire sul piccolo schermo in popolari serie come Kojak (1975), Sulle strade della California (1975), La signora in giallo (1986) e Magnum, P.I. (1987).

## Vita privata
Dall'unico matrimonio con Annelle Hayes, sposata nel 1945 e da cui divorziò nel 1962, Stevens ebbe due figli.
L'attore morì di cancro il 15 settembre 1994 a Majores (Spagna), all'età di 77 anni.

## Filmografia

### Cinema
- Destinazione Tokio (Destination Tokyo), regia di Delmer Daves (1943) (non accreditato)
- Il giuramento dei forzati (Passage to Marseille), regia di Michael Curtiz (1944) (non accreditato)
- Roaring Guns, regia di Jean Negulesco (1944) (con il nome Stephen Richards)
- Ragazze indiavolate (The Doughgirls), regia di James V. Kern (1944) (non accreditato)
- Ho baciato una stella (Hollywood Canteen), regia di Delmer Daves (1944) (non accreditato)
- Obiettivo Burma (Objective, Burma!), regia di Raoul Walsh (1945) (con il nome Stephen Richards)
- Le tigri della Birmania (God Is My Co-Pilot), regia di Robert Florey (1945) (con il nome Stephen Richards)
- La tromba squilla a mezzanotte (The Horn Blows at Midnight), regia di Raoul Walsh (1945) (con il nome Steve Richards) – scene cancellate
- Rapsodia in blu (Rhapsody in Blue), regia di Irving Rapper (1945) (non accreditato)
- Gli ammutinati di Sing Sing (Within These Walls), regia di H. Bruce Humberstone (1945)
- C'è sempre un domani (Pride of the Marines), regia di Delmer Daves (1945) (con il nome Stephen Richards)
- Tutte le spose sono belle (From This Day Forward), regia di John Berry (1946)
- Il grattacielo tragico (The Dark Corner), regia di Henry Hathaway (1946)
- E ora chi bacerà? (I Wonder Who's Kissing Her Now), regia di Lloyd Bacon (1947)
- Strada senza nome (The Street with No Name), regia di William Keighley (1948)
- La fossa dei serpenti (The Snake Pit), regia di Anatole Litvak (1948)
- Sabbia (Sand), regia di Louis King (1949)
- Dora bambola bionda! (Oh, You Beautiful Doll), regia di John M. Stahl (1949)
- Ho incontrato l'amore (Dancing in the Dark), regia di Irving Reis (1949)
- Credimi (Please Believe Me), regia di Norman Taurog (1950)
- Tra mezzanotte e l'alba (Between Midnight and Dawn), regia di Gordon Douglas (1950)
- Obiettivo X (Target Unknown), regia di George Sherman (1951)
- Katie Did It, regia di Frederick de Cordova (1951)
- La danza proibita (Little Egypt), regia di Frederick De Cordova (1951)
- È scomparsa una bambina (Reunion in Reno), regia di Kurt Neumann (1951)
- Gli ammutinati dell'Atlantico (Mutiny), regia di Edward Dmytryk (1952)
- The Lost Hours, regia di David MacDonald (1952)
- Immersione rapida (Torpedo Alley), regia di Lew Landers (1952)
- Jack Slade l'indomabile (Jack Slade), regia di Harold D. Schuster (1953)
- Il terrore dei gangster (Cry Vengeance), regia di Mark Stevens (1954)
- La mano invisibile (Time Table), regia di Mark Stevens (1956)
- L'uomo della legge (Gunsight Ridge), regia di Francis D. Lyon (1957)
- Il sentiero della vendetta (Gun Fever), regia di Mark Stevens (1958)
- Pistole calde a Tucson (Gunsmoke in Tucson), regia di Thomas Carr (1958)
- La ragazza dal bikini rosa (September Storm), regia di Byron Haskin (1960)
- Escape from Hell Island, regia di Mark Stevens (1963)
- Destino in agguato (Fate Is the Hunter), regia di Ralph Nelson (1964)
- Der Fall X701, regia di Bernard Knowles (1964)
- Jessy non perdona... uccide (Tierra de fuego), regia di Jaime Jesús Balcázar e Mark Stevens (1965)
- Vaya con dios gringo, regia di Edoardo Mulargia (1966)
- Cry for Poor Wally, regia di Marty Young (1969)
- España otra vez, regia di Jaime Camino (1969)
- La Lola, dicen que no vive sola, regia di Jaime de Armiñán (1970)
- ¿Es usted mi padre?, regia di Antonio Giménez Rico (1971)
- La furia del Hombre Lobo, regia di José Maria Zabalza (1972)

### Televisione
- Your Show Time – serie TV, 1 episodio (1949)
- Hollywood Opening Night – serie TV, 1 episodio (1952)
- General Electric Theater – serie TV, episodio 2x08 (1953)
- The Ford Television Theatre – serie TV, 3 episodi (1952-1953)
- Martin Kane, Private Eye – serie TV, 4 episodi (1953-1954)
- Lux Video Theatre – serie TV, 2 episodi (1954)
- Celebrity Playhouse – serie TV, episodio 1x10 (1955)
- I segreti della metropoli (Big Town) – serie TV, 80 episodi (1954-1956)
- Schlitz Playhouse of Stars – serie TV, 5 episodi (1952-1957)
- News Gal – serie TV, 1 episodio (1957)
- Carovane verso il West (Wagon Train) – serie TV, 1 episodio (1957)
- Jane Wyman Presents the Fireside Theatre – serie TV, 1 episodio (1957)
- I racconti del West (Zane Grey Theater) – serie TV, 2 episodi (1957-1958)
- Decision – serie TV, 1 episodio (1958)
- Letter to Loretta – serie TV, 2 episodi (1957-1958)
- Sunday Showcase – serie TV, 1 episodio (1959)
- Overland Trail – serie TV, 1 episodio (1960)
- Bus Stop – serie TV, episodio 1x22 (1962)
- Gli uomini della prateria (Rawhide) – serie TV, episodio 5x01 (1962)
- Kojak – serie TV, episodio 2x24 (1975)
- Sulle strade della California (Police Story) – serie TV, 1 episodio (1975)
- Bronk – serie TV, 1 episodio (1975)
- S.W.A.T. – serie TV, 1 episodio (1976)
- The Eddie Capra Mysteries – serie TV, 1 episodio (1978)
- La signora in giallo (Murder, She Wrote) – serie TV, episodio 3x09 (1986)
- Simon & Simon – serie TV, 1 episodio (1987)
- Top Secret (Scarecrow and Mrs. King) – serie TV, 1 episodio (1987)
- Magnum, P.I. – serie TV, 1 episodio (1987)
- Provaci ancora, Harry (The Law and Larry McGraw) – serie TV, 1 episodio (1987)

## Doppiatori italiani
- Giuseppe Rinaldi in Gli ammutinati di Sing Sing
- Emilio Cigoli in La fossa dei serpenti
- Stefano Sibaldi ne Il terrore dei gangsters
- Adolfo Geri in Strada senza nome
- Giulio Panicali in Gli ammutinati dell'Atlantico